# Gladwin, Michigan
Gladwin är administrativ huvudort i Gladwin County i den amerikanska delstaten Michigan. Orten har fått sitt namn efter Henry Gladwin som var en brittisk militär. Enligt 2010 års folkräkning hade Gladwin 2 933 invånare.

## Kända personer från Gladwin
- Debbie Stabenow, politiker
- NF, rappare